# 3月10日東京大空襲 語られなかった33枚の真実
『3月10日東京大空襲 語られなかった33枚の真実』（3がつ10かとうきょうだいくうしゅうかたられなかった33まいのしんじつ）は、日本のTBSにより制作されたドラマとドキュメンタリーの複合番組であり、2008年3月10日にTBSの『月曜ゴールデン』にて「シリーズ激動の昭和」の1本としてテレビ放送された。
同年には文化庁芸術祭参加作品に出品し、CS放送TBSチャンネルにて放送された。その後、2008年12月8日に『月曜ゴールデン』で、同年11月に死去した筑紫哲也の追悼企画「筑紫哲也さん×昭和史 特別アンコール」の1本として再放送された。

## あらすじ（ドラマ）
1945年（昭和20年）3月10日、第二次世界大戦下の日本。当時警視庁の警察官で警務課写真係だった石川光陽は、警視総監の坂信彌から「記録を後世に残せ」と命じられ、東京大空襲直後の現場でカメラのシャッターを押し続けた。戦後、GHQは石川にネガの提出を迫ったが、石川は拒否し、その後ネガを自宅の庭に埋めたのだった。

## キャスト

### ドラマ
- 石川光陽 - 仲村トオル
- 光陽の妻 - 酒井美紀
- 坂信彌 - 竜雷太
- 刑部安治 - 原田泰造（ネプチューン）
- 岩田政義 - 益岡徹
- 近藤芳正
- 西村清孝
- デビット伊東（B21スペシャル）
- 林泰文
- 甲本雅裕
- 山田明郷
- 篠田薫
- 森康子
- 鈴木みのる
- 赤澤ムック
- ちゅうり
- 櫻井麻樹
- 山田拓也
- ガースネルソン
- 日下玉巳
- 庵原涼香
- 小西舞優
- 高地杏美
- 矢野多人
- 古川龍海
- 山瀬翔太
- 井上薫
- 田辺未佳
- 海野ゆい
- 海野真理
- 新井亜莉沙
- 西須隼太
- 叶雅貴
- 後藤健
- 高野ひろき
- 山田公男
- 名取将
- 芸プロ
- テアトルアカデミー
- スターズウェイ
- 劇団いろは
- セントラル子供タレント
- NEWSエンターテインメント
- ジョビィ・キッズプロダクション
- JVCエンタテインメント
- 戸田恵子（ナレーション）

### ドキュメンタリー
- 筑紫哲也（ナビゲーター）
- 日野原重明

ほか

## スタッフ
- プロデューサー：島田喜弘、堤慶太、遠藤正人
- 総合演出：貞包史明
- ナレーター：戸田恵子

ドキュメンタリーパート
- 構成：浜田悠、松林美妃
- チーフディレクター：真木明
- ディレクター：米澤直美、白石友理枝、木村綾子、曽根英介
- AD：大瀧麻衣、西川美幸
- カメラ：西嶋敬一、服部康俊）
- VE：佐多正憲、浅沼匡、小澤拓史、竹内勇喜、増田正史
- 編集：小林正人、伊藤佳史
- EED：渋谷泰貴、鈴木教文、鈴木大助、安藤千博
- MA：石塚亮、宝月健
- CG：鶴田隆司、横木慶輔
- AP：小松原功一郎

ドラマパート
- 脚本：渡邉美月
- 演出：三城真一
- 演出補：森永恭朗、寺地雄一郎、根本哲士、宮岡靖彦
- 撮影：星竜太
- 技術：原田幸治
- CA：砂田大樹
- 照明：佐藤友泰
- 音声：内山浩
- 映像：塚田郁夫
- 選曲：宮川亮
- 音響効果：田久保貴昭
- 編集：森本大輔
- MA：武藤康一
- 美術プロデューサー：芝田正
- 美術デザイン：岡嶋宏明
- 美術制作：やすもとたかのぶ
- 操演：久米攻、小野大吾
- 装飾：奈良崎雅則、酒井善弘
- 衣裳：秋山雷太、桑原敏行
- 衣装：十河誠
- 化粧：石田伸
- 持道具：矢倉秀隆
- 電飾：三沢靖明
- 建具：樋口一夫
- 植木：金子利治
- 特殊造型：松井祐一
- デジタル合成：田中浩征
- CG：星川順一郎
- AP：森嶋正也
- 記録：本園木綿子
- 協力：緑山スタジオ・シティ、太平特殊効果、東京オールエフェクト

## 受賞
- 第45回ギャラクシー賞テレビ部門選奨（2007年度）
- 日本放送文化大賞準グランプリ賞受賞（2008年）
- 日本民間放送連盟賞報道番組部門優秀賞（2008年）